# Bondowoso (ort i Indonesien)
Bondowoso är en ort i Indonesien.   Den ligger i provinsen Jawa Timur, i den västra delen av landet, 800 km öster om huvudstaden Jakarta. Bondowoso ligger 258 meter över havet och antalet invånare är 69 783.
Terrängen runt Bondowoso är kuperad åt nordväst, men åt sydost är den platt.Runt Bondowoso är det mycket tätbefolkat, med 1 632 invånare per kvadratkilometer. Det finns inga andra samhällen i närheten. Omgivningarna runt Bondowoso är en mosaik av jordbruksmark och naturlig växtlighet.